# Hitelkockázat
A Bázeli Bankfelügyeleti Bizottság által kidolgozott bázeli elvek a hitelkockázatot (credit risk) nevezik meg mint a bank legfőbb kockázatát. A hitelkockázat kockázati tényezője az adós nem fizetése, azaz, hogy az adós nem tud vagy nem akar fizetni. 
A bank mint speciális intézmény átvállalja a piac és a piaci befektető helyett a hitelfelvevőkről a piacon rendelkezésre nem álló információk gyűjtését, azok elemzését, a hitelkockázat felmérését és kezelését. A bank hitelkockázata az információhiány csökkentéséről és az információk helyes értékeléséről szól. A bank feladata, hogy a hitelügyletek teljes kockázatát felmérje, és a lehető legteljesebb mértékben lefedje. 
- Lakossági ügyfelek: hitelkockázatuk meghatározóan jövedelmük és vagyoni helyzetük ingadozásából adódik. A kockázatelemzés így elsősorban a jövedelem és a vagyon ingadozását kiváltó tényezőket veszi górcső alá (gazdasági ciklus, munkaerő piaci helyzet, életkörülmények, családi állapot, meglévő vagyon, életviteli szokások stb.), és ennek alapján próbálja előre jelezni a nem teljesítés valószínűségét. A hitelkockázat felmérését a lakossági ügyfelek esetében ugyanaz a tömegszerűség jellemzi, mint a termék ajánlatát: a tömeget jellemző, megfigyelt szabályszerűségek alapján elemzi az egyedi ügyfelet.

- Vállalati ügyfelek: a hitelkockázat felmérése itt jellemzően egyedi vállalatelemzést jelent, melynek végcélja, hogy a bank helyesen meg tudja megítélni az ügyfél csődkockázatát, hitel-visszafizetési képességét és hajlandóságát. Elemzi a számviteli információkat (mérleg, eredménykimutatás) és a vállalat által a hitel kapcsán készített tervet.

A hitelkockázat felmérése a várható hitelezési veszteség előrejelzést jelenti. Ehhez 3 paramétert kell számszerűsíteni. 
1. A nemteljesítési esemény bekövetkeztének valószínűsége (PD, Probability of Default) a hitelfelvevő ügyfélnél: mekkora annak valószínűsége, hogy az adós nem fogja tudni visszafizetni a hitelt?
2. A várható veszteség aránya, ha bekövetkezne a nemteljesítés: a nem fizető hitelen többnyire nem 100%-os lesz a vesztesége a banknak, mivel a hitelek mögött többnyire valamilyen biztosítékok, kezesek állnak, és végül a teljes kitettségből valamekkora megtérülésre is számítani lehet. A nemteljesítéskori veszteségráta (LGD, Loss Given Default) ezt a megtérülést összegzi: ha egy ügylet nemteljesítővé válik, akkor a teljes kitettség hány százalékát fogja a bank elveszteni.
3. A banki követelés összege (EAD, Exposure at Default): a fennálló kockázati kitettség, a nemteljesítéskori ügyletérték abszolút összegben (pl. forintban) kifejezett nagysága.